# العلاقات السلوفينية الليختنشتانية
العلاقات السلوفينية الليختنشتانية هي العلاقات الثنائية التي تجمع بين سلوفينيا وليختنشتاين.

## مقارنة بين البلدين
هذه مقارنة عامة ومرجعية للدولتين:
| وجه المقارنة                                              | سلوفينيا                                                      | ليختنشتاين                                 |
| --------------------------------------------------------- | ------------------------------------------------------------- | ------------------------------------------ |
| المساحة (كم2)                                             | 20.27 ألف                                                     | 16                                         |
| عدد السكان (نسمة)                                         | 2.07 مليون                                                    | 37.47 ألف                                  |
| الكثافة السكانية (ن./كم²)                                 | 102.12                                                        | 234.19 ألف                                 |
| العاصمة                                                   | ليوبليانا                                                     | فادوتس                                     |
| اللغة الرسمية                                             | اللغة السلوفينية، اللغة الإيطالية، لغة مجرية                  | اللغة الألمانية                            |
| العملة                                                    | يورو، تولار سلوفيني                                           | فرنك سويسري                                |
| الناتج المحلي الإجمالي (بليون دولار)                      | 48.77 مليار                                                   | 6.29 مليار                                 |
| الناتج المحلي الإجمالي (تعادل القوة الشرائية) بليون دولار | 66.01 مليار                                                   |                                            |
| الناتج المحلي الإجمالي الاسمي للفرد دولار أمريكي          | 20.73 ألف                                                     |                                            |
| الناتج المحلي الإجمالي للفرد دولار أمريكي                 | 30.40 ألف                                                     |                                            |
| مؤشر التنمية البشرية                                      | 0.880                                                         | 0.908                                      |
| رمز المكالمات الدولي                                      | +386                                                          | +423                                       |
| رمز الإنترنت                                              | .si                                                           | .li                                        |
| المنطقة الزمنية                                           | توقيت وسط أوروبا، ت ع م+01:00، ت ع م+02:00، أوروبا/ليوبليانا ‏ | توقيت وسط أوروبا، ت ع م+01:00، ت ع م+02:00 |

## منظمات دولية مشتركة
يشترك البلدان في عضوية مجموعة من المنظمات الدولية، منها:
| علم المنظمة | اسم المنظمة                    | تاريخ انضمام سلوفينيا | تاريخ انضمام ليختنشتاين |
| ----------- | ------------------------------ | --------------------- | ----------------------- |
|             | الاتحاد البريدي العالمي        | ?                     | ?                       |
|             | منظمة حظر الأسلحة الكيميائية   | ?                     | ?                       |
|             | منظمة التجارة العالمية         | ?                     | ?                       |
|             | الأمم المتحدة                  | 22 مايو 1992          | 18 سبتمبر 1990          |
|             | منظمة الشرطة الجنائية الدولية  | ?                     | ?                       |
|             | الاتحاد الدولي للاتصالات       | 16 يونيو 1992         | 25 يوليو 1963           |
|             | مجلس أوروبا                    | ?                     | ?                       |
|             | منظمة الأمن والتعاون في أوروبا | 24 مارس 1992          | 25 يونيو 1973           |

## وصلات خارجية
- موقع وزارة الخارجية السلوفينية